# Elusa alector
Elusa alector är en fjärilsart som beskrevs av Alfred Ernest Wileman och Reginald James West 1928.
Elusa alector ingår i släktet Elusa och familjen nattflyn. Inga underarter finns listade i Catalogue of Life.